# 西鉄バス久留米・八女支社

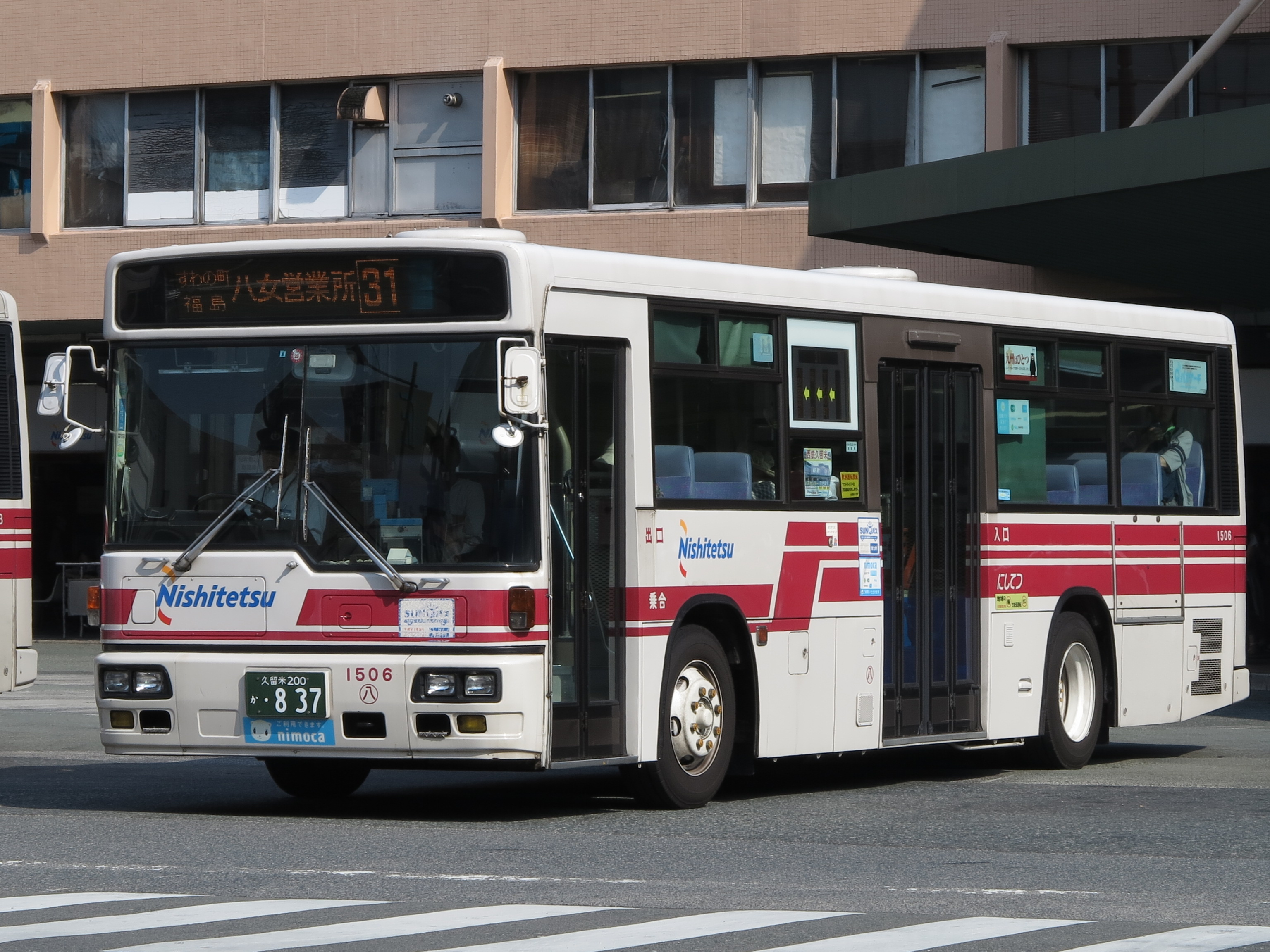
所属車（1506号車･既に廃車）

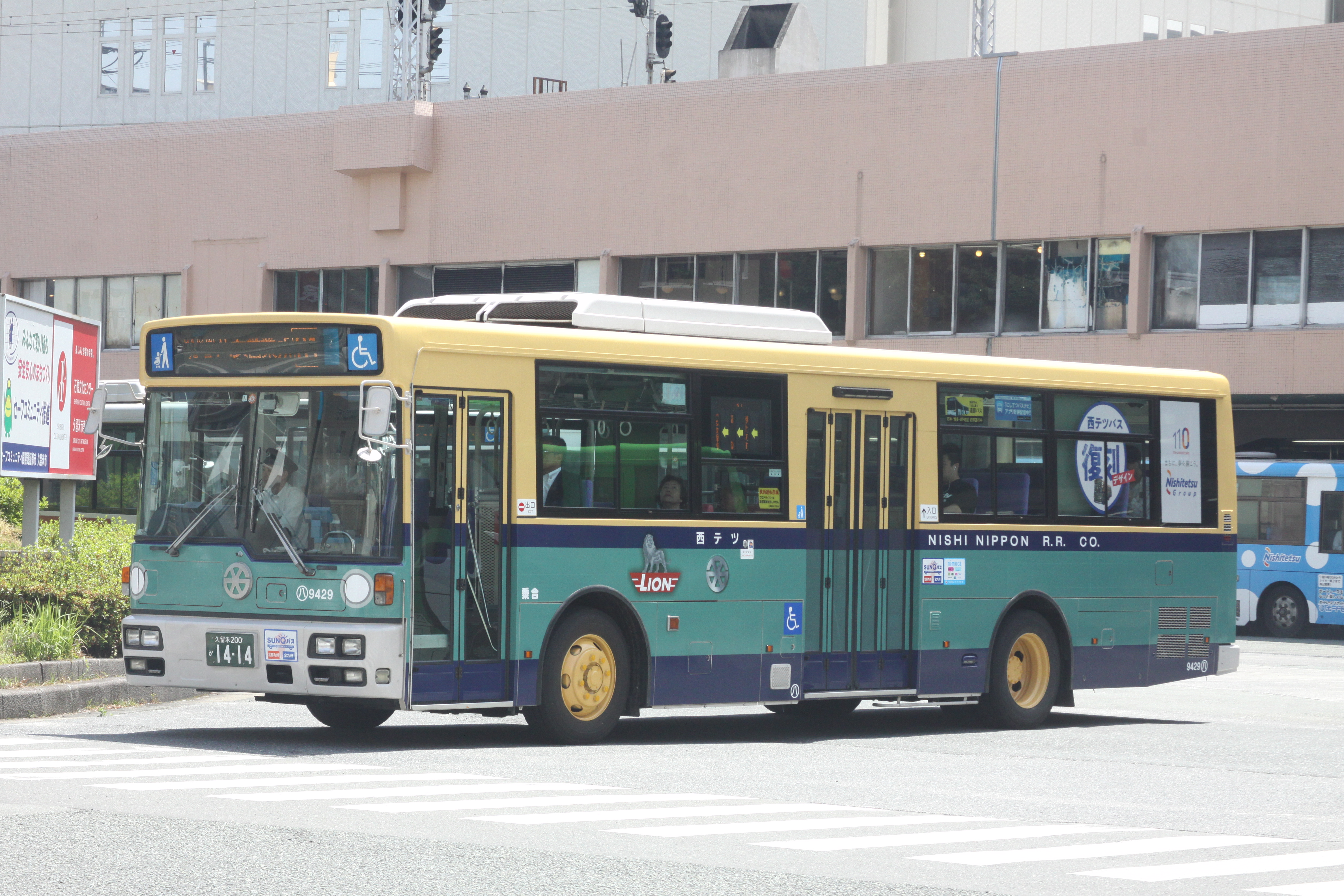
所属車（9429号車）

西鉄バス久留米・八女支社（にしてつバスくるめ・やめししゃ）は、西日本鉄道の子会社である西鉄バス久留米のバス営業所の一つ。久留米市と八女市を国道3号経由で結ぶ路線を担当する。

## 沿革
- 1958年（昭和33年）11月27日 - 西鉄福島線廃止に伴う代替輸送のため旧福岡県立福島高等学校跡地に開設。当初の配置車両は21台。
- 1960年（昭和35年）10月30日 - 現在地に移転。
- 2003年（平成15年）4月1日 - 兼松住宅前 - 山鹿間の路線を廃止。
- 2003年（平成15年）7月1日 - 運行を西鉄バス久留米に移管。（路線と車両は引き続き西鉄本社の所有）
- 2010年（平成22年）4月1日 - 八女営業所 - 兼松住宅前間の路線を廃止。これにより西鉄グループは八女市の旧八女郡地域から完全に撤退した。
- 2011年（平成23年）6月29日 - 支社から車庫に名称変更。
- 2016年（平成28年）12月13日 - 車庫から支社に名称再変更。そして、行先番号もアナウンスするようになった。
- 2020年（令和2年）4月1日 - 西鉄本体による管理委託が解除され、全線西鉄バス久留米直営路線となる。西日本鉄道八女第二自動車営業所を閉鎖。

## 管轄路線
福島線
八女市～広川町～久留米市を国道3号経由で運行する路線であり、久留米市内の経由地の違いで以下の4種類がある。八女市は鉄道路線がないことから、毎時5本（概ね31番が3本、32番と35番が1本ずつ）程度と比較的高頻度に運行されている。いずれも西鉄久留米～JR久留米駅間は久留米市役所前を経由し、西鉄久留米→JR久留米駅間では行先番号「3番」として運行される。
- ■31
  - 八女営業所 - 福島 - 川瀬 - 工業大学前 - 上津荒木 - 一丁田 - 諏訪野町五丁目 - 西鉄久留米 - JR久留米駅

基本的にJR久留米駅発着だが、朝を中心に西鉄久留米発着もある。
- ■30
  - 八女営業所 → （31と同経路）→ 上津荒木 → 一丁田 → 花畑 → 西鉄久留米 → JR久留米駅

一丁田→西鉄久留米間で花畑（花畑駅前）を経由する。2022年4月1日のダイヤ改正で八女方面の運行がなくなり、久留米方面も平日朝のみとなった。
- ■32
  - 八女営業所 - （31と同経路） - 上津荒木 - 上津一丁目 - 南町 - 花畑（花畑駅南口） - 西鉄久留米 - JR久留米駅

上津荒木～西鉄久留米で南町、花畑を経由する。平日のみ西鉄久留米発着が設定される。
2016年10月1日のダイヤ改正で、本社（現・御井町支社）担当の西町線51・52番を置き換える形で新設された。
- ■35
  - のぞえの丘病院 - 工業大学前 -（31と同経路）- JR久留米駅

久留米市野添に開院したのぞえの丘病院へのアクセスとして、2019年9月1日のダイヤ改正で新設された。全便がJR久留米駅発着。

## 廃止路線
福島線系統
基本的に3号線経由。
- 30 : JR久留米駅 - 市役所前 - 六ツ門 - 西鉄久留米 - 花畑 - 上津町 - 川瀬 - 福島 - 八女営業所 - 丸野（旧立花町） - 兼松住宅前
  - 八女営業所以南の区間は堀川バス辺春線として存続。
- 31 : JR久留米駅 - 市役所前 - 六ツ門 - 西鉄久留米 - 諏訪野町五丁目 - 上津町 - 広川工業団地入口
  - そのほか、西唐人町を通らない経路のものや、西鉄久留米駅の東口で終点になる系統もあった。
- 快速31 : JR久留米駅 - 市役所前 - 西鉄久留米 - 諏訪野町五丁目 - 苅原 - 八軒屋 - 上津荒木 - 上津町 - 二軒茶屋 - 野添（八女方面は祐誠高等学校前にも停車） - 工業大学前 - 建設学校前 - 川瀬 - 福島高校前 - 福島 - 八女営業所
  - 2013年4月～2016年9月の運行。
- 快速32 : JR久留米駅 - 六ツ門 - 西鉄久留米 - 上津町 - 野添 - 川瀬 - 福島高校前 - 福島 - 八女営業所 - 丸野 - 兼松住宅前 - 小栗峠口 - 岩野（鹿北町） - 熊入温泉前 - 西鉄山鹿
  - JR久留米駅～福島間は快速運転で、上記掲載停留所のみ停車。福島～西鉄山鹿間は各停留所に停車。
- 33 : 大学病院 - 市役所前 - 六ツ門 - 西鉄久留米 - 諏訪野町五丁目 - 上津町 - 川瀬 - 福島 - 八女営業所

鹿北･山鹿地区
- 32 : 西鉄山鹿 - 熊入温泉前 - 岩野 - 鹿北道の駅
  - 鹿北道の駅停留所は3号線からそれたところにあるため、久留米行は使用していなかった。また、山鹿から来て岩野の少し先、弁天までの便もあった。
- 33 : 鹿北道の駅 - 多久 - 外野（ほかんの）
  - 岳間線。県道18号線を経由して鹿北町の役場がある岩野地区と岳間地区を結んでおり、ほとんどが多久行きであった。平成13年3月末に廃止。

また以前は高速バスとして福岡 - 熊本間の高速バス「ひのくに号」の一部を担当していたが、現在は一般路線のみとなっている。なお、かつては下部組織として山鹿営業区を置き、久留米 - 熊本線も運行していた。

## 車両

### 路線車

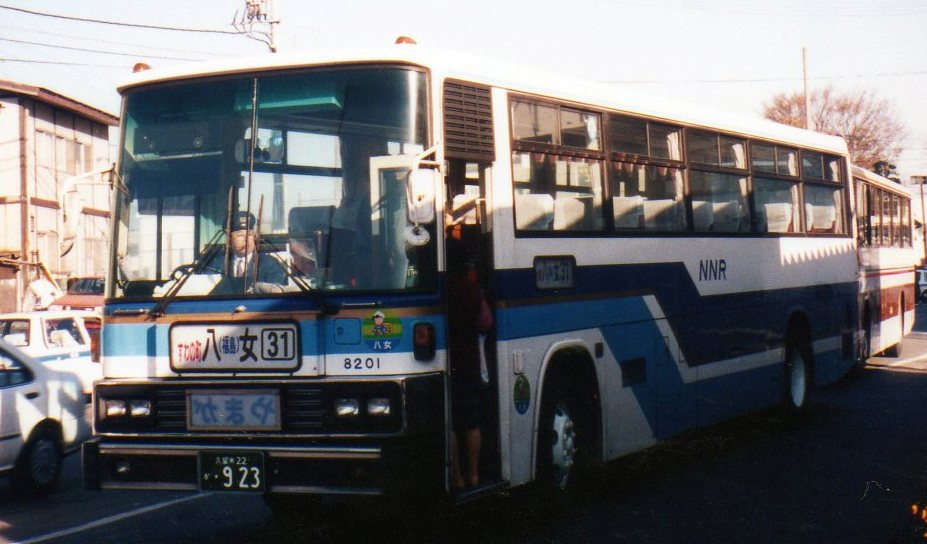
直営時代の車両（1993年）

大型車のみで、日産ディーゼルのワンステップ車と、いすゞのツーステップ車を配置。全車西工B型で、LED行先表示器を搭載している。

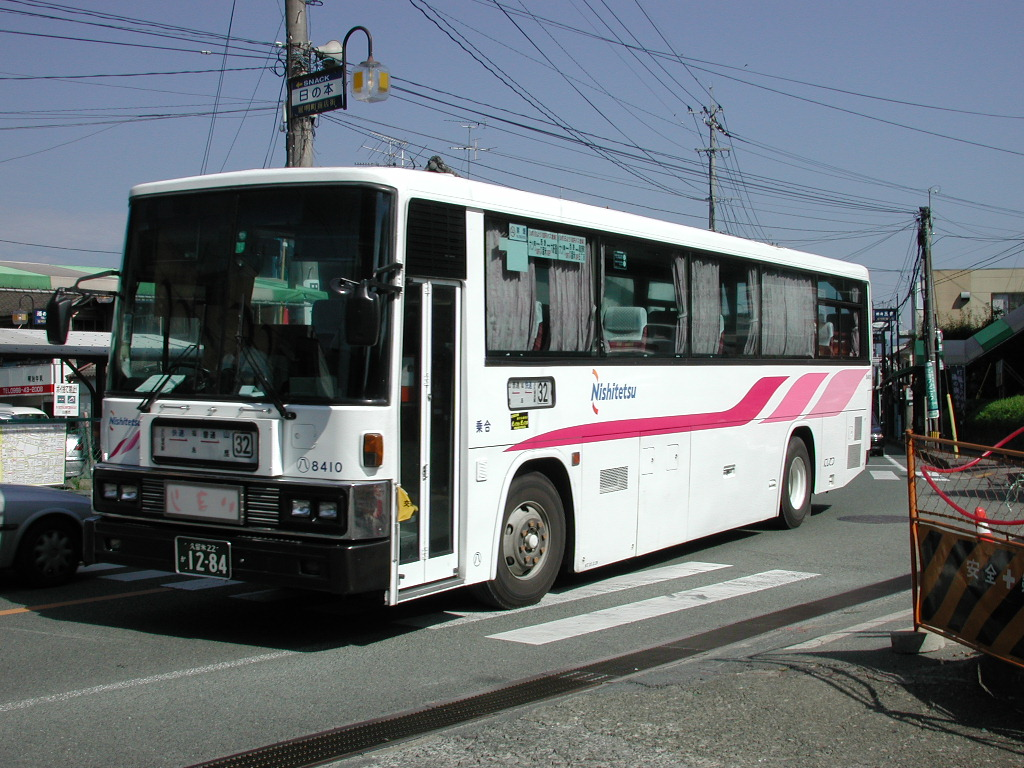
３２番（2001年）

かつては高速車も配置され、「ひのくに号」や福岡 - 山鹿間を結ぶ「やまが号」、久留米 - 山鹿間の快速32番などに使用されていた。

## 使用機器
- 運賃表示器・運賃箱はレシップ製を使用。
久留米地区では唯一、運賃表示機、カードリーダー、運賃箱共に小田原機器製を使用していた。これは西鉄が直営時代だった山鹿営業所の名残りである。2008年8月中旬ごろまではカードリーダー・運賃箱、2018年3月中旬ごろまでは運賃表示器をそれぞれレシップに変更した。

　ちなみにその名残で八女営業所の表記は「西鉄八女営所」となっている。